# Phialoascus borealis
Phialoascus borealis är en svampart som beskrevs av Redhead & Malloch 1977. Phialoascus borealis ingår i släktet Phialoascus och familjen Endomycetaceae.   Inga underarter finns listade i Catalogue of Life.